# Egyszarvú

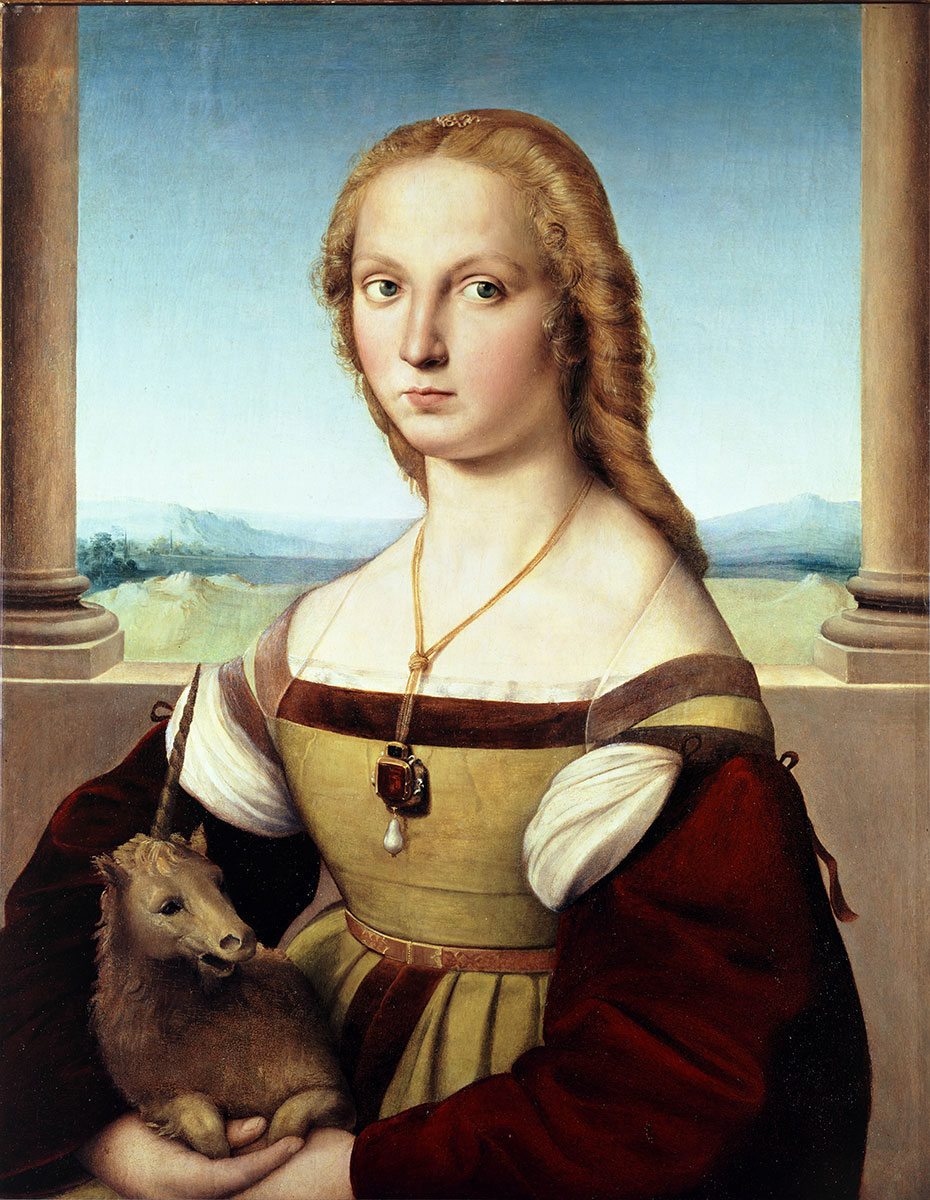
Raffaelo: Hölgy unikornissal (olaj, vászon, 1505 – 1506 körül), Galleria Borghese, Róma

Az egyszarvú vagy unikornis (lat. Unicornis, gör. monocerosz) ló alakú mitikus állat, lófeje, fehér lóteste, őzlába és oroszlánfarka van, homloka közepén egyenes, hegyes szarvval.
Hazájának Indiát vagy Afrikát tartják. Már az ókori íróknál is feltűnt, például Arisztotelész, idősebb Plinius és Ailianosz műveiben. Egyes utazók, például Katte, Eduard Rüppell,  Fulgence Fresnel és Johann Wilhelm von Müller, akik a Fokföldről és mások, akik Numidia irányából haladtak előre Afrika belsejében, állítólag egyszarvút ábrázoló sziklarajzokat találtak.
Ókori eredetű hiedelmek szerint szarvának pora minden méreg hatását közömbösíti; az állatot csak úgy lehet elfogni, ha egy szűz leányt ültetnek le útjába, az előtt letérdel, és ölébe hajtja a fejét.
Különösen a középkorból maradt fenn sok ábrázolása; kedvelt volt címerállatként is. A szűziességnek vagy Szent Jusztinának volt a jelképe. Még a 18. században is gyakran megjelent az egyszarvú alakja a patikák ajtaján.
Több középkori uralkodó kincstárának volt megbecsült darabja egy egyszarvú-szarv – ezekről később kiderült, hogy nem a mondabeli állatnak, hanem egy tengeri emlősfajnak, a narválnak az agyara, amit a vikingek adtak el nekik igen magas áron (időnként egy kastély értékének megfelelő összegért).
Az egyszarvú Skócia nemzeti állata, és a 12. század óta használják heraldikai jelképként.

## Képek

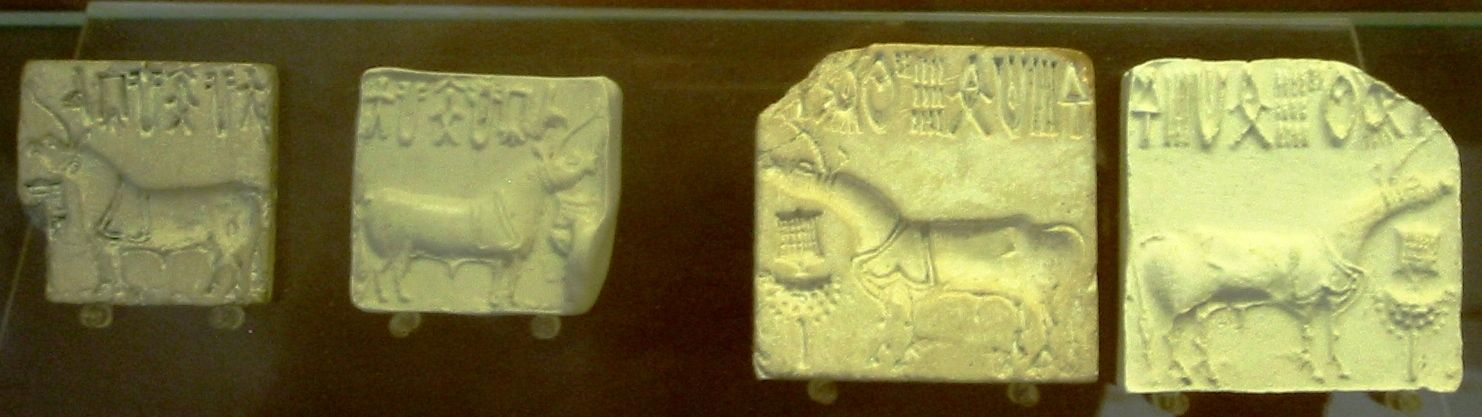
Egyszarvú ábrázolások indus-völgyi pecséteken. Mohendzsodároi leletek, i. e. 2500 – i. e. 2000.
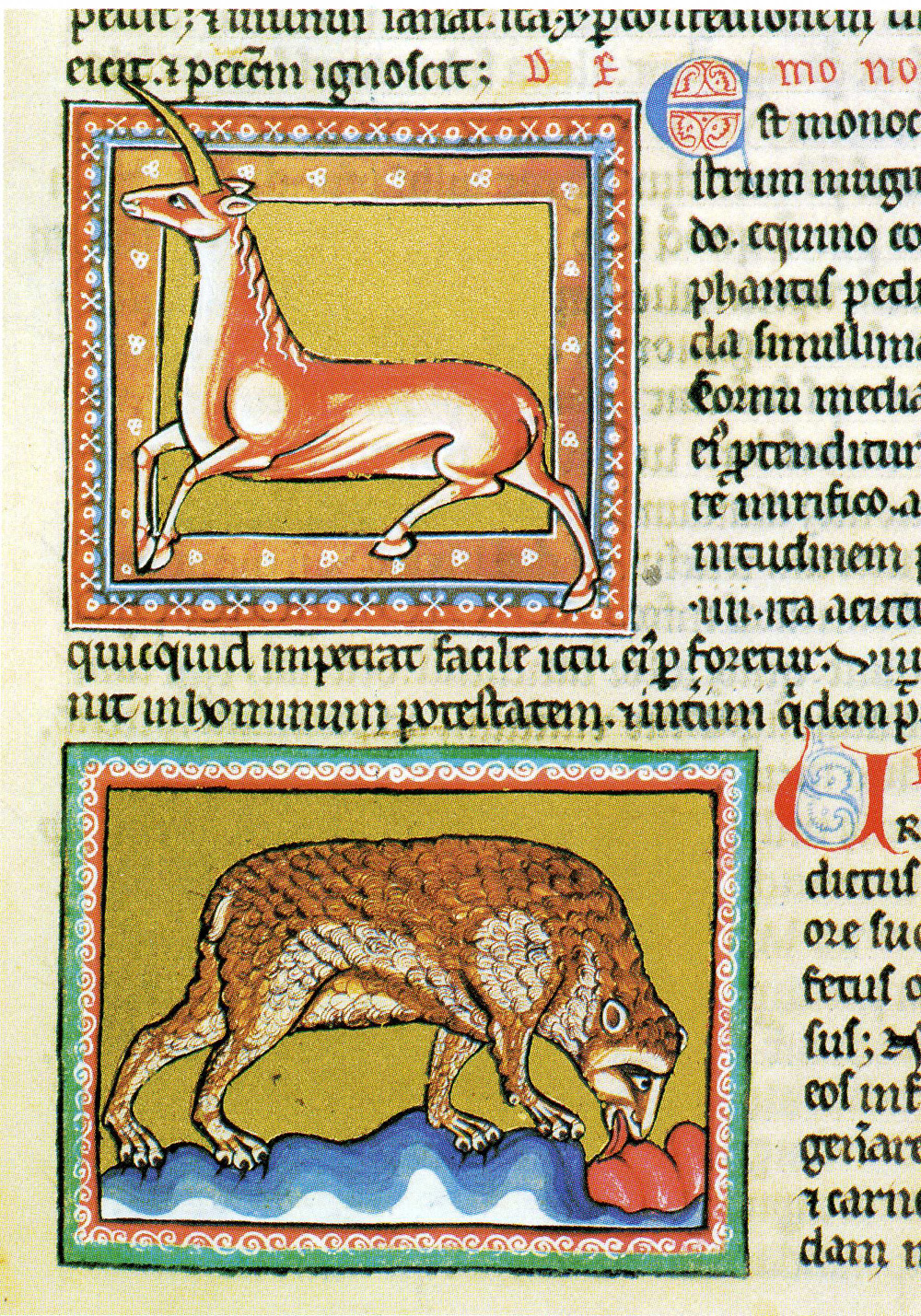
Egyszarvút ábrázoló kódexminiatúra
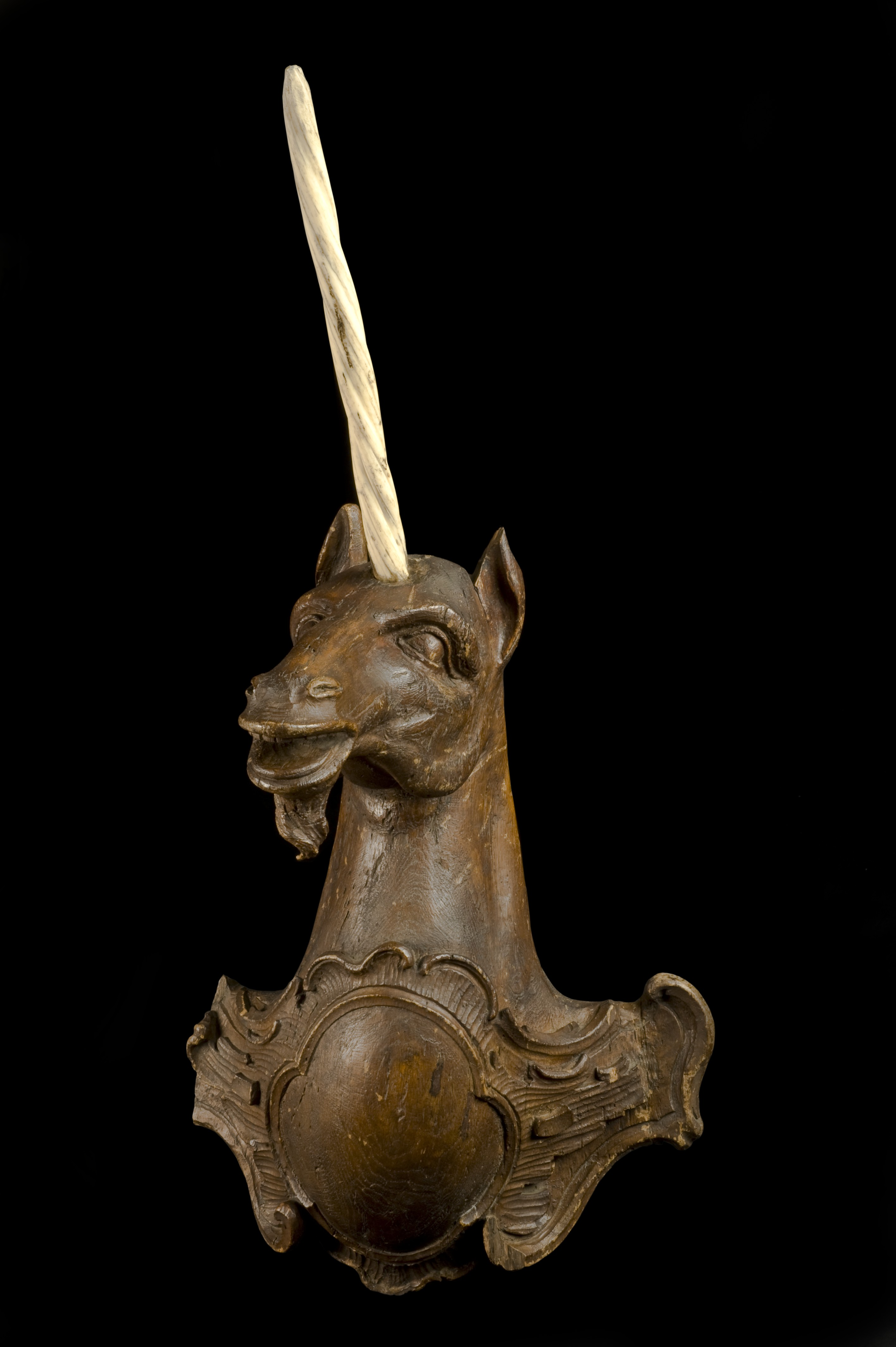
Unikornisszobor narválagyarral